# Grand Prix Węgier 1993
Grand Prix Węgier 1993 (oryg. Marlboro Magyar Nagydj) – 11. runda Mistrzostw Świata Formuły 1 w sezonie 1993, która odbyła się 15 sierpnia 1993, po raz ósmy na torze Hungaroring.
9. Grand Prix Węgier, ósme zaliczane do Mistrzostw Świata Formuły 1.

## Wyniki

### Kwalifikacje
| P  | Nr | Kierowca             | Konstruktor(-silnik)  | Opony | Czas     | Odstęp   | Strata   |
| -- | -- | -------------------- | --------------------- | ----- | -------- | -------- | -------- |
| 1  | 2  | Alain Prost          | Williams-Renault      | G     | 1:14.631 | -        | -        |
| 2  | 0  | Damon Hill           | Williams-Renault      | G     | 1:14.835 | 0:00.204 | 0:00.204 |
| 3  | 5  | Michael Schumacher   | Benetton-Ford         | G     | 1:15.228 | 0:00.393 | 0:00.597 |
| 4  | 8  | Ayrton Senna         | McLaren-Ford          | G     | 1:16.451 | 0:01.223 | 0:01.820 |
| 5  | 6  | Riccardo Patrese     | Benetton-Ford         | G     | 1:16.561 | 0:00.110 | 0:01.930 |
| 6  | 28 | Gerhard Berger       | Ferrari               | G     | 1:16.939 | 0:00.378 | 0:02.308 |
| 7  | 24 | Pierluigi Martini    | Minardi-Ford          | G     | 1:17.366 | 0:00.427 | 0:02.735 |
| 8  | 27 | Jean Alesi           | Ferrari               | G     | 1:17.480 | 0:00.114 | 0:02.849 |
| 9  | 9  | Derek Warwick        | Footwork-Mugen-Honda  | G     | 1:17.682 | 0:00.202 | 0:03.051 |
| 10 | 10 | Aguri Suzuki         | Footwork-Mugen-Honda  | G     | 1:17.693 | 0:00.011 | 0:03.062 |
| 11 | 7  | Michael Andretti     | McLaren-Ford          | G     | 1:18.107 | 0:00.414 | 0:03.476 |
| 12 | 26 | Mark Blundell        | Ligier-Renault        | G     | 1:18.388 | 0:00.281 | 0:03.757 |
| 13 | 25 | Martin Brundle       | Ligier-Renault        | G     | 1:18.392 | 0:00.004 | 0:03.761 |
| 14 | 23 | Christian Fittipaldi | Minardi-Ford          | G     | 1:18.446 | 0:00.054 | 0:03.815 |
| 15 | 30 | JJ Lehto             | Sauber-Ilmor          | G     | 1:18.638 | 0:00.192 | 0:04.007 |
| 16 | 14 | Rubens Barrichello   | Jordan-Hart           | G     | 1:18.721 | 0:00.083 | 0:04.090 |
| 17 | 29 | Karl Wendlinger      | Sauber-Ilmor          | G     | 1:18.840 | 0:00.119 | 0:04.209 |
| 18 | 20 | Érik Comas           | Larrousse-Lamborghini | G     | 1:19.305 | 0:00.465 | 0:04.674 |
| 19 | 19 | Philippe Alliot      | Larrousse-Lamborghini | G     | 1:19.320 | 0:00.015 | 0:04.689 |
| 20 | 12 | Johnny Herbert       | Lotus-Ford            | G     | 1:19.444 | 0:00.124 | 0:04.813 |
| 21 | 11 | Alessandro Zanardi   | Lotus-Ford            | G     | 1:19.485 | 0:00.041 | 0:04.854 |
| 22 | 4  | Andrea de Cesaris    | Tyrrell-Yamaha        | G     | 1:19.560 | 0:00.075 | 0:04.929 |
| 23 | 3  | Ukyō Katayama        | Tyrrell-Yamaha        | G     | 1:20.270 | 0:00.710 | 0:05.639 |
| 24 | 15 | Thierry Boutsen      | Jordan-Hart           | G     | 1:20.482 | 0:00.212 | 0:05.851 |
| 25 | 21 | Michele Alboreto     | Lola-Ferrari          | G     | 1:21.502 | 0:01.020 | 0:06.871 |
| 26 | 22 | Luca Badoer          | Lola-Ferrari          | G     | 1:22.655 | 0:01.153 | 0:08.024 |
| P  | Nr | Kierowca             | Konstruktor(-silnik)  | Opony | Czas     | Odstęp   | Strata   |

### Wyścig
| Poz. | Nr. | Kierowca             | Konstruktor           | Okrążeń | Czas/powód NU | Poz. start. | Punktów |
| ---- | --- | -------------------- | --------------------- | ------- | ------------- | ----------- | ------- |
| 1    | 0   | Damon Hill           | Williams-Renault      | 77      | 1:47:39.098   | 2           | 10      |
| 2    | 6   | Riccardo Patrese     | Benetton-Ford         | 77      | +1:11.915     | 5           | 6       |
| 3    | 28  | Gerhard Berger       | Ferrari               | 77      | +1:18.042     | 6           | 4       |
| 4    | 9   | Derek Warwick        | Footwork-Mugen-Honda  | 76      | +1 okrążenie  | 9           | 3       |
| 5    | 25  | Martin Brundle       | Ligier-Renault        | 76      | +1 okrążenie  | 13          | 2       |
| 6    | 29  | Karl Wendlinger      | Sauber                | 76      | +1 okrążenie  | 17          | 1       |
| 7    | 26  | Mark Blundell        | Ligier-Renault        | 76      | +1 okrążenie  | 12          |         |
| 8    | 19  | Philippe Alliot      | Larrousse-Lamborghini | 75      | +2 okrążenia  | 19          |         |
| 9    | 15  | Thierry Boutsen      | Jordan-Hart           | 75      | +2 okrążenia  | 24          |         |
| 10   | 3   | Ukyō Katayama        | Tyrrell-Yamaha        | 73      | +4 okrążenia  | 23          |         |
| 11   | 4   | Andrea de Cesaris    | Tyrrell-Yamaha        | 72      | +5 okrążeń    | 22          |         |
| 12   | 2   | Alain Prost          | Williams-Renault      | 70      | +7 okrążeń    | 1           |         |
| NU   | 24  | Pierluigi Martini    | Minardi-Ford          | 59      | Wypadek       | 7           |         |
| NU   | 20  | Érik Comas           | Larrousse-Lamborghini | 54      | Silnik        | 18          |         |
| NU   | 11  | Alessandro Zanardi   | Lotus-Ford            | 45      | Skrz. biegów  | 21          |         |
| NU   | 10  | Aguri Suzuki         | Footwork-Mugen-Honda  | 41      | Wypadł z toru | 10          |         |
| NU   | 21  | Michele Alboreto     | Lola-Ferrari          | 39      | Przegrzanie   | 25          |         |
| NU   | 12  | Johnny Herbert       | Lotus-Ford            | 38      | Wypadł z toru | 20          |         |
| NU   | 22  | Luca Badoer          | Lola-Ferrari          | 37      | Wypadł z toru | 26          |         |
| NU   | 5   | Michael Schumacher   | Benetton-Ford         | 26      | Pompa paliwa  | 3           |         |
| NU   | 23  | Christian Fittipaldi | Minardi-Ford          | 22      | Zawieszenie   | 14          |         |
| NU   | 27  | Jean Alesi           | Ferrari               | 22      | Wypadł z toru | 8           |         |
| NU   | 30  | Jyrki Järvilehto     | Sauber                | 18      | Silnik        | 15          |         |
| NU   | 8   | Ayrton Senna         | McLaren-Ford          | 17      | Przepustnica  | 4           |         |
| NU   | 7   | Michael Andretti     | McLaren-Ford          | 15      | Przepustnica  | 11          |         |
| NU   | 14  | Rubens Barrichello   | Jordan-Hart           | 0       | Wypadek       | 16          |         |